# Combine Painting
Combine Painting bzw. Combinepainting oder auch Kombinierte Malerei ist die von Robert Rauschenberg in Anlehnung an den Dadaismus und Surrealismus entwickelte Technik, auf abstrakte Gemälde dreidimensionale Gebrauchsgegenstände oder Fotoreproduktionen zu montieren. Hierbei wird die gestische Malerei des abstrakten Expressionismus mit Alltagszitaten des täglichen Lebens konfrontiert. In diesem Zusammenhang wird auch Rauschenbergs maßgeblicher Anteil an der Entwicklung der Pop Art deutlich, die die Konsum- und Lebenswelt der Moderne zu ihrem bevorzugten Gegenstand machte. Eine spätere Technik Rauschenbergs ist die Abreibung von gedruckten Zeitschriftenbildern auf Leinwand, das Erstellen von dreidimensionalen Installationen und Objektkunst.